# All We Imagine as Light
All We Imagine as Light (bra: Tudo Que Imaginamos Como Luz) é um longa-metragem de drama de 2024 escrito e dirigido pela cineasta indiana Payal Kapadia. É uma co-produção internacional entre Índia, França, Países Baixos, Luxemburgo e Itália, estrelada por Kani Kusruti, Divya Prabha, Chhaya Kadam e Hridhu Haroon.
O filme estreou mundialmente em 23 de maio de 2024, durante o 77º Festival de Cinema de Cannes, tornando-se o primeiro filme da Índia a disputar a Palma de Ouro após três décadas sem indicações (o último longa indiano a participar da competição principal de Cannes havia sido Swaham, dirigido por Shaji N. Karun em 1994). O júri, presidido pela cineasta Greta Gerwig, deu a All We Imagine as Light o Grand Prix, considerada a segunda premiação mais importante da competição.

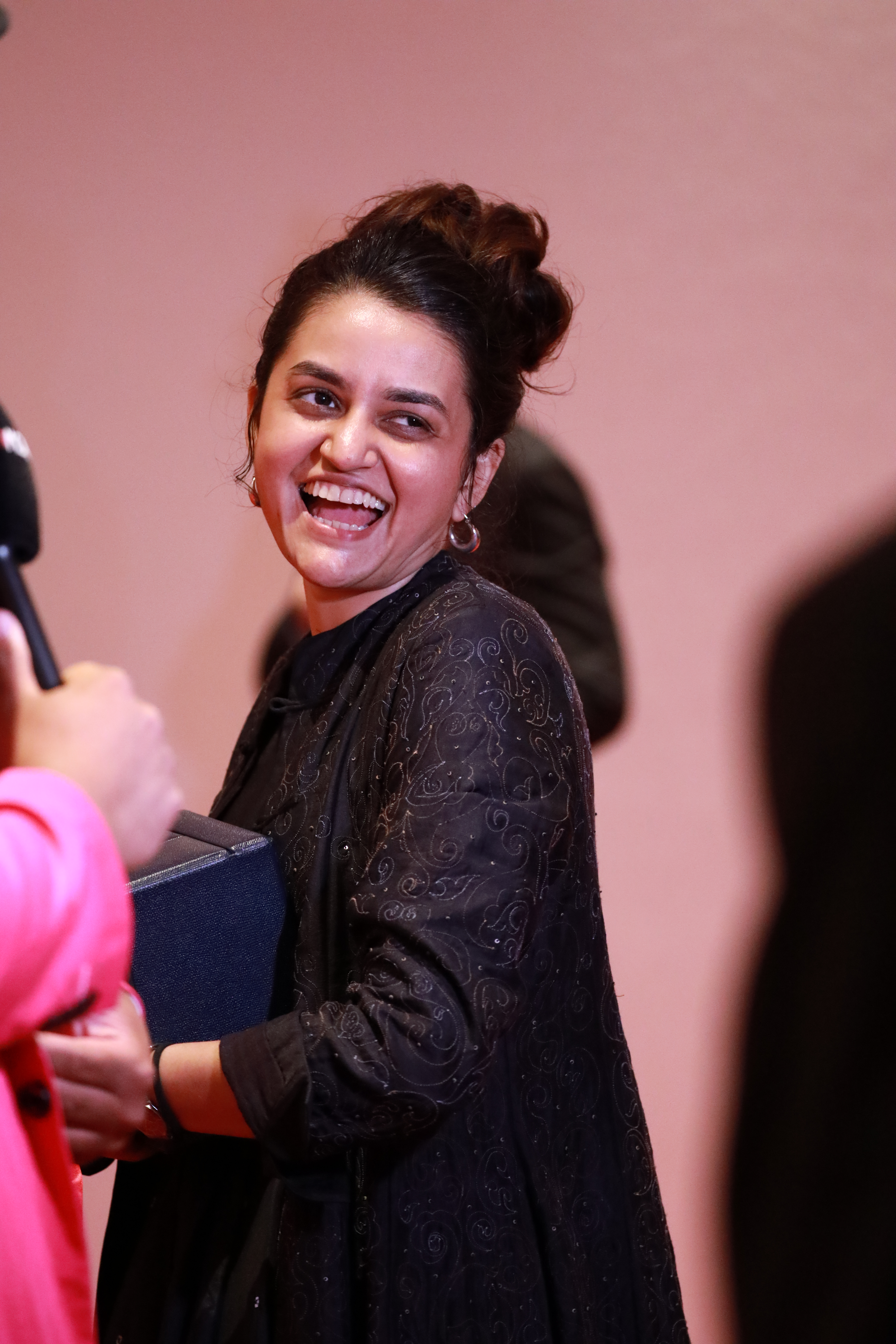
Payal Kapadia, diretora e roteirista, em conferência de imprensa do Festival de Cannes de 2024.

Após a passagem bem-sucedida por Cannes, a produção tem colecionado prêmios e reconhecimentos como a vitória no Gotham Awards na categoria de Melhor Filme Internacional e as indicações no Globo de Ouro 2025 nas categorias de Melhor Filme de Língua Não-Inglesa e Melhor Direção (Payal Kapadia).

## Sinopse
Na cidade indiana de Mumbai, a rotina da enfermeira Prabha se transforma quando ela recebe um presente inesperado enviado pelo seu ex-marido. Sua colega de quarto mais jovem, Anu, tenta encontrar um lugar na cidade no qual possa ter intimidade com seu namorado. Uma viagem ao litoral permite que eles encontrem um espaço para seus desejos se manifestarem.

## Elenco
- Kani Kusruti como Prabha
- Divya Prabha como Anu
- Chhaya Kadam como Parvaty
- Hridhu Haroon como Shiaz
- Azees Nedumangad como Dr. Manoj[8]

## Produção
O filme foi produzido pela dupla parisiense Thomas Hakim e Julien Graff, que já havia trabalhado com Kapadia em seu longa anterior, A Night of Knowing Nothing (vencedor do L’Oeil d’Or de Melhor Documentário no Festival de Cannes de 2021). Hakim e Graff, responsáveis pela produtora francesa Petit Chaos, assumiram a produção do novo filme, que viria a ser o primeiro longa ficcional escrito e dirigido por Payal, fechando parcerias com empresas da Índia, Holanda, Luxemburgo e Itália.
As filmagens ocorreram ao longo de 25 dias de fim de verão na cidade de Mumbai, seguido por mais 15 na cidade portuária de Ratnagiri, no sudoeste da Índia.

## Lançamento e recepção

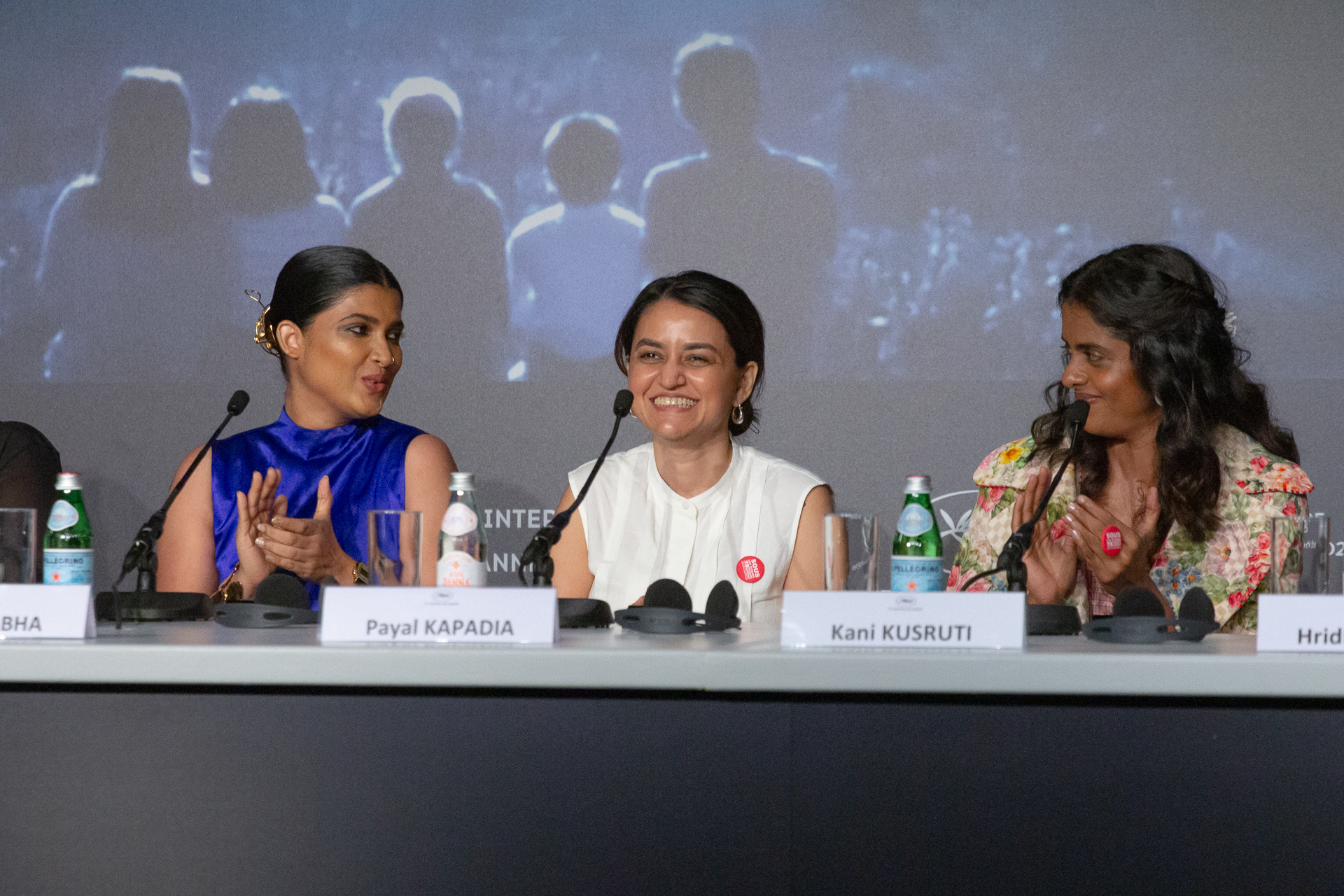
A atriz Divya Prabha, a cineasta Payal Kapadia e a atriz Kani Kusruti na coletiva após a exibição do filme em Cannes 2024.

All We Imagine as Light foi incluído na seleção oficial da edição de 2024 do Festival de Cannes, tendo a sua primeira exibição mundial no dia 23 de maio.  Ao final da sessão, o filme foi aplaudido de pé pela plateia do cinema durante 8 minutos. Dois dias depois, o júri de Cannes concedeu o Grand Prix do festival à produção. Na coletiva de imprensa após a cerimônia de premiação, Kapadia declarou:
| “ | Tive a alegria de trabalhar com atrizes maravilhosas que se tornaram amigas próximas. O que vivenciamos na vida real foi trazido à vida na tela. É ótimo que mais e mais filmes estejam sendo feitos por mulheres. As coisas estão mudando gradualmente e se tornando mais inclusivas. | ” |

Após a consagração em Cannes, All We Imagine as Light prosseguiu com sua trajetória internacional de sucesso participando da seleção oficial dos festivais de cinema de cidades como Toronto, San Sebastián e Telluride, além de receber diversas menções, reconhecimentos e indicações a premiações. Manohla Dargis, crítica do New York Times, colocou o filme em primeiro lugar na sua lista de melhores de 2024, descrevendo-o como uma "história delicada e dolorosa sobre empatia". A revista especializada inglesa Sight and Sound, em enquete realizada com críticos e cinéfilos para a sua edição de final de ano, também nomeou All We Imagine as Light como o melhor filme de 2024. Kapadia, ao ser contatada pela revista sobre mais este reconhecimento, comentou:
| “ | É um filme feito com o amor de muitos colaboradores, ao longo de muitos anos – um filme feito à mão. Só posso ser grata e agradecida àqueles que o trataram como se fosse deles. E, agora, agradeço a vocês por também aceitá-lo e tratá-lo como se fosse seu também. | ” |

Embora All We Imagine as Light não possa concorrer ao Oscar 2025 de Melhor Filme Internacional por não ter sido inscrito pela Federação de Cinema da Índia (que preferiu submeter para a Academia o longa Laapataa Ladies, de Kiran Rao, como a inscrição oficial do país), outras premiações expressivas ligadas a Hollywood reconheceram o longa de Kapadia indicando-o para categorias como Melhor Direção e Melhor Filme de Língua Não-Inglesa (Globo de Ouro) e Melhor Filme Internacional (Spirit Awards).

## Prêmios e indicações
| Prêmio                                          | Data da cerimônia       | Categoria                               | Indicado(s)                               | Resultado |               |
| ----------------------------------------------- | ----------------------- | --------------------------------------- | ----------------------------------------- | --------- | ------------- |
| Festival de Cannes                              | 25 de maio de 2024      | Palma de Ouro                           | Payal Kapadia                             | Indicado  |               |
| Festival de Cannes                              | 25 de maio de 2024      | Grand Prix                              | Payal Kapadia                             | Venceu    |               |
| Festival Internacional de Cinema de Chicago     | 27 de outubro de 2024   | Gold Hugo                               | All We Imagine as Light                   | Indicado  |               |
| Festival Internacional de Cinema de Chicago     | 27 de outubro de 2024   | Silver Hugo – Prêmio do Júri            | All We Imagine as Light                   | Venceu    |               |
| Asia Pacific Screen Awards                      | 30 de novembro de 2024  | Melhor Filme                            | All We Imagine as Light                   | Indicado  |               |
| Asia Pacific Screen Awards                      | 30 de novembro de 2024  | Melhor Direção                          | Payal Kapadia                             | Indicado  |               |
| Asia Pacific Screen Awards                      | 30 de novembro de 2024  | Melhor Roteiro                          | Payal Kapadia                             | Indicado  |               |
| Asia Pacific Screen Awards                      | 30 de novembro de 2024  | Melhor Atuação                          | Kani Kusruti                              | Indicado  |               |
| Asia Pacific Screen Awards                      | 30 de novembro de 2024  | Melhor Fotografia                       | Ranabir Das                               | Indicado  |               |
| Gotham Awards                                   | 2 de dezembro de 2024   | Melhor Direção                          | Payal Kapadia                             | Indicado  |               |
| Gotham Awards                                   | 2 de dezembro de 2024   | Melhor Filme Internacional              | All We Imagine as Light                   | Venceu    |               |
| Associação de Críticos de Nova Iorque           | 3 de dezembro de 2024   | Melhor Filme Internacional              | All We Imagine as Light                   | Venceu    |               |
| British Independent Film Awards                 | 8 de dezembro de 2024   | Melhor Filme Internacional Independente | Payal Kapadia, Thomas Hakim, Julien Graff | Indicado  |               |
| Associação de Críticos de Cinema de Los Angeles | 8 de dezembro de 2024   | Melhor Filme Internacional              | All We Imagine as Light                   | Venceu    |               |
| Prêmios Globo de Ouro                           | 5 de janeiro de 2025    | Melhor Filme de Língua Não-Inglesa      | All We Imagine as Light                   | Indicado  |               |
| Prêmios Globo de Ouro                           | 5 de janeiro de 2025    | Melhor Direção                          | Payal Kapadia                             | Indicado  |               |
| Prêmios Independent Spirit                      | 22 de fevereiro de 2025 | Melhor Filme Internacional              | All We Imagine as Light                   | Indicado  |               |
| Critics Choice Awards                           | 26 de janeiro de 2025   | Melhor Filme de Língua Estrangeira      | All We Imagine as Light                   | Indicado  |               |
| SIndicato dos Diretores da América              | 8 de fevereiro de 2025  | Melhor Direção - Primeiro Trabalho      | All We Imagine as Light                   | Indicado  |               |
| British Academy Film Awards                     | 16 de fevereiro de 2025 | Melhor Filme de Língua Não-Inglesa      | All We Imagine as Light                   | Indicado  |               |
| London Film Critics' Circle                     | 2 de fevereiro de 2025  | Filme do Ano                            | All We Imagine as Light                   | Indicado  |               |
| London Film Critics' Circle                     | 2 de fevereiro de 2025  | Filme em Língua Estrangeira do Ano      | All We Imagine as Light                   | Venceu    |               |
| International Film Society Critics              | 1 de março de 2025      | Filme que Supera Barreiras              | All We Imagine as Light                   | Indicado  | [ 31 ] [ 32 ] |
| International Film Society Critics              | 1 de março de 2025      | Melhor Primeiro Filme                   | Payal Kapadia                             | 2º lugar  | [ 33 ]        |
| Asian Film Awards                               | 16 de março de 2025     | Melhor Filme                            | All We Imagine As Light                   | Venceu    | [ 34 ]        |
| Asian Film Awards                               | 16 de março de 2025     | Melhor Diretor                          | Payal Kapadia                             | Indicado  | [ 34 ]        |
| Asian Film Awards                               | 16 de março de 2025     | Melhor Roteiro                          | Payal Kapadia                             | Indicado  | [ 34 ]        |
| Asian Film Awards                               | 16 de março de 2025     | Melhor Atriz                            | Kani Kusruti                              | Indicada  | [ 34 ]        |
| Asian Film Awards                               | 16 de março de 2025     | Melhor Atriz Coadjuvante                | Divya Prabha                              | Indicada  | [ 34 ]        |
| Asian Film Awards                               | 16 de março de 2025     | Melhor Montagem                         | Clément Pinteaux                          | Indicado  | [ 34 ]        |